# Parvoviridae
Parvoviridae är en familj som omfattar några av de minsta och mest motståndskraftiga virus man känner till. De upptäcktes under 1960-talet och påverkar både ryggradsdjur och insekter.  Virusen inom familjen har ett genom som består av enkelsträngat DNA och en ikosaedrisk kapsid.
Ibland kallas alla arter inom familjen för "parvovirus" men parvovirus är också ett specifikt släkte inom familjen.
Parvovirus B19 var det virus inom familjen som infekterar människan som man först upptäckte och vilket är mest känt för att orsaka "femte sjukan" (Erythema infectiosum) vilket är ett exantem som drabbar barn, men viruset är också förknippat med andra sjukdomar som exempelvis artrit.
Parvovirus RA-1 förknippades också från början med ledgångsreumatism men detta anses idag vara felaktig och berodde förmodligen på att laboratoriemiljön där försöken genomfördes var kontaminerat.

## Indelning
Familjen omfattar följande släkten:

Subfamilj Parvovirinae
- Släkte Parvovirus; typart: Murine minute virus
- SläkteErythrovirus; typart: B19 virus
- Släkte Dependovirus; typart: Adeno-associated virus 2
- Släkte Amdovirus; typart: Minkparvovirus
- Släkte Boca-virus; typart: Bovint parvovirus

Underfamilj Densovirinae
- Släkte Densovirus; typart: Junonia coenia densovirus
- Släkte Iteravirus; typart: Bombyx mori densovirus
- Släkte Brevidensovirus; typart: Aedes aegypti densovirus
- Släkte Pefudensovirus; typart: Periplanta fuliginosa densovirus